# Сан-Хуан-де-ла-Коста
Сан-Хуан-де-ла-Коста (исп. San Juan de la Costa) — посёлок в Чили. Административный центр одноимённой коммуны. Население — 238 человек (2002). Посёлок и коммуна входит в состав провинции Осорно и области Лос-Лагос.
Территория коммуны —  1517,00  км². Численность населения — 8318  жителей (2007). Плотность населения — 5,48 чел./км².

## Расположение
Посёлок расположен в 113 км на северо-запад от административного центра области города Пуэрто-Монт и в 22 км на северо-восток от административного центра провинции  города Осорно.
Коммуна граничит:
- на севере — c коммуной Ла-Уньон
- на северо-востоке — c коммуной Сан-Пабло
- на востоке — с коммуной Осорно
- на юге — c коммуной Рио-Негро

На западе коммуны расположен Тихий океан.

## Демография
Согласно сведениям, собранным в ходе переписи Национальным институтом статистики,  население коммуны составляет 8318  человек, из которых 4485  мужчин и 3833 женщины.
Население коммуны составляет 1,05 % от общей численности населения области Лос-Лагос. 88,37 %  относится к сельскому населению и 11,63 % — городское население.